# Robert Fuchs
Robert Fuchs (15. února 1847 Frauental an der Laßnitz, Štýrsko – 19. února 1927 Vídeň) byl rakouský hudební skladatel a učitel hudby období romantismu.

## Život a dílo
Robert Fuchs byl nejmladším dítětem (z dvanácti nebo třinácti dětí) Patrize Fuchse, učitele a hudebníka. O pět let starší bratr Johann Nepomuk Fuchs působil jako dirigent, dvorní hudební ředitel ve Vídni a ředitel konzervatoře Gesellschaft der Musikfreunde ve Vídni; za svého života byl známější než jeho bratr Robert. V roce 1867 Robert Fuchs uvedl symfonii jako závěrečné dílo svých studií. V letech 1875 až 1912 byl profesorem teorie na vídeňské konzervatoři.
Od roku 1901 až do své smrti trávil Fuchs letní měsíce v Admontu ve vile Antona Mayra, který o něm napsal osobní životopis.[3] Fuchs věnoval svou mši G dur op. 108 opatu Oswintrudingerovi z Admontu.
Mezi jeho slavné studenty patřili Leo Fall, Franz Haböck, Richard Heuberger, Erich Wolfgang Korngold, Gustav Mahler, Erkki Melartin, Franz Schmidt, Franz Schreker, Jean Sibelius, Robert Stolz, Richard Strauss, Hugo Wolf, Alexander Zemlinsky a zoolog Paul Kammerer. V roce 1881 mu byla udělena Beethovenova cena za klavírní koncert. V letech 1894 až 1905 byl také varhaníkem Wiener Hofmusikkapelle. Zemřel čtyři dny po svých 80. narozeninách, údajně v důsledku vypětí své narozeninové oslavy. Je pohřben na vídeňském ústředním hřbitově (33E-3-5) v čestném hrobě.
V průběhu svého života napsal Robert Fuchs dvě opery („Králova nevěsta“, 1889 a „Ďáblův zvon“, 1893), tři symfonie, pět orchestrálních serenád, čtyři smyčcové kvartety, klavírní koncert, tři klavírní sonáty, dvě violoncella sonáty, sonáta pro violu, sonáta pro kontrabas, šest houslových sonát, klavírní tria a smyčcová tria. Psal také skladby pro varhany, písně, chrámovou hudbu, komorní hudbu a další skladby pro širokou škálu instrumentací.

## Výběr z díla

### Symfonie
- Symphonie in h-Moll („Conservatoriumsarbeit“, 1867)
- Symphonie Nr. 1 C-Dur, op. 37 – 1885 bei Fritz Simrock in Berlin erschienen
- Symphonie Nr. 2 Es-Dur, op. 45
- Symphonie Nr. 3 E-Dur, op. 79
- Symphonie in g-Moll (Entwurf)

### Serenády
- Serenade für Streichorchester Nr. 1 D-Dur, op. 9
- Serenade für Streichorchester Nr. 2 C-Dur, op. 14
- Serenade für Streichorchester Nr. 3 e-Moll, op. 21
- Serenade für Streichorchester und zwei Hörner, Nr. 4 g-Moll, op. 51
- Serenade für kleines Orchester Nr. 5 D-Dur, op. 53

- „Des Meeres und der Liebe Wellen“, Ouvertüre op. 59
- Andante grazioso & Capriccio für Streichorchester, op. 63
- Klavierkonzert b-Moll, op. 27 (1880/81) „Beethoven-Preis“

### Opery
- Die Königsbraut, in 3 Akten, op. 46 (1889) (Librettist: Ignaz Schnitzer) uraufgeführt in Wien
- Die Teufelsglocke, in 3 Akten (ohne Opus-Nummer) (1891) (Librettist: Bernhard Buchbinder)

### Chrámová hudba
- Messe G-dur, op. 108 (mit Orgel)
- Messe d-Moll, op. 116 (a cappella)
- Messe F-Dur, ohne Opus-Nummer (mit Orchester)

### Komorní hudba
- Quintett für Klarinette und Streichquartett Es-Dur, op. 102

- Streichquartett Nr. 1 E-Dur, op. 58
- Streichquartett Nr. 2 a-Moll, op. 62
- Streichquartett Nr. 3 C-Dur, op. 71
- Streichquartett Nr. 4 A-Dur, op. 106
- Klavierquartett Nr. 1 g-Moll, op. 15
- Klavierquartett Nr. 2 h-Moll, op. 75

- Trio fis-Moll für Violine, Viola und Klavier, op. 115

- Sieben Fantasiestücke für Violine, Viola und Klavier, op. 57
- Streichtrio A-Dur, op. 94
- Klaviertrio C-Dur, op. 22
- Klaviertrio B-Dur, op. 72
- Terzette für zwei Violinen und Viola op. 61, Nr. 1 A-dur und Nr. 2 D-dur
- Terzett für zwei Violinen und Viola in cis-Moll, op. 107

- Violinsonate Nr. 1 fis-Moll, op. 20
- Violinsonate Nr. 2 D-Dur, op. 33
- Violinsonate Nr. 3 d-Moll, op. 68
- Violinsonate Nr. 4 E-Dur, op. 77
- Violinsonate Nr. 5 A-Dur, op. 95
- Violinsonate Nr. 6 g-Moll, op. 103
- Zehn Fantasiestücke für Violine und Klavier, op. 74
- Sieben Intermezzi für Violine und Klavier, op. 82

- Violasonate d-Moll, op. 86

- Cellosonate Nr. 1 d-Moll, op. 29
- Cellosonate Nr. 2 es-Moll, op. 83
- Sieben Fantasiestücke für Violoncello und Klavier, op. 78

- Kontrabasssonate B-Dur, op. 97
- Drei Stücke für Kontrabass und Klavier, op. 96

### Skladby pro varhany
- Fantasie C-Dur, op. 87
- Fantasie e-Moll, op. 91
- Fantasie Des-Dur, op. 101
- Variationen und Fuge

### Skladby pro klavír
- Klaviersonate Nr. 1 Ges-Dur, op. 19 (1877)
- Klaviersonate Nr. 2 g-Moll, op. 88 (1910)
- Klaviersonate Nr. 3 Des-Dur, op. 109 (1919)
- Drei Stücke op. 5
- Ländliche Szenen op. 8
- Improvisationen op. 11
- Capricietti op. 12
- Scherzo f-Moll op. 23
- 12 Etüden op. 31
- Jugendklänge op. 32
- Präludien op. 34
- 20 phantastische Skizzen op. 49
- 10 Fugen op. 76 (1905)
- 9 Fantasiestücke op. 89
- Zwölf Walzer, op. 110
- Tautropfen, dreizehn Stücke für Klavier, op. 112

#### Skladby pro klavír pro čtyři ruce
- Frühlingsstimmen. 12 Stücke, op. 1
- 5 Stücke op. 4
- 6 Stücke op. 7
- 7 Variationen d-Moll op. 10
- Walzer op. 25
- In der Dämmerstunde, 10 Skizzen op. 38 – 1885 bei Fritz Simrock in Berlin erschienen
- 20 Wiener Walzer op. 42 (1896)
- Miniaturen op. 44 (1887)
- 7 Traumbilder op. 48
- 12 Ländler op. 50 (1890)
- Walzer op. 90 (1910)